# Maliattha bella
Maliattha bella är en fjärilsart som beskrevs av Otto Staudinger 1888. Maliattha bella ingår i släktet Maliattha och familjen nattflyn. Inga underarter finns listade i Catalogue of Life.